# Saint-Agnan-sur-Sarthe
Saint-Agnan-sur-Sarthe – miejscowość i gmina we Francji, w regionie Normandia, w departamencie Orne.
Według danych na rok 1990 gminę zamieszkiwało 91 osób, a gęstość zaludnienia wynosiła 15 osób/km² (wśród 1815 gmin Dolnej Normandii Saint-Agnan-sur-Sarthe plasuje się na 795. miejscu pod względem liczby ludności, natomiast pod względem powierzchni na miejscu 794.).